# جبل تيهاما
جبل تيهاما (يُسمى أيضًا بركان بروكوف أو جبل بروكوف) هو بركان طبقي أنديزيتي متآكل يقع في قوس كاسكيد البركاني وجبال كاسكيد في شمال كاليفورنيا. يُعد جبل بروكوف، وهو أعلى بقاياه، جزءًا من منطقة لاسين البركانية، وهو ثاني أعلى قمة في متنزه لاسين البركاني الوطني ويتصل بأعلى نقطة في المتنزه، قمة لاسين. تقع قمة بروكوف على حدود مقاطعة تيهاما ومقاطعة شاستا، وهي أعلى نقطة في المقاطعة. يستمتع المتنزهون الذين يتسلقون هذا الجبل كل عام بإطلالات "استثنائية" على قمة لاسين، والوادي المركزي في كاليفورنيا، والعديد من ميزات المتنزه الأخرى. في الأيام الصافية، يمكن أيضًا رؤية جبل شاستا.
كان بركان بروكوف نشطًا منذ 590.000 إلى 387.000 سنة مضت، وخلال هذه الفترة ثارت العديد من التدفقات التي تتراوح تركيباتها من الأنديزيت البازلتي إلى الداسيت. في ذروته، وصل بركان بروكوف إلى ارتفاع يقدر بنحو 3.350 مترًا (10.990 قدمًا) وكان محيطه القاعدي حوالي 12 كيلومترًا (7.5 ميل). منذ حوالي 313.000 عام، بدأ النشاط البركاني في التحول إلى الشمال الشرقي من بركان بروكوف، مع تركيز النشاط البركاني حاليًا حول قمة لاسين الحديثة. بعد انتهاء النشاط البركاني في بركان بروكوف، استمرت الصهارة المبردة تحت السطح في دفع السوائل الحرارية المائية الساخنة شديدة التفاعل والتي تدور بالقرب من الفتحة المركزية للبركان. تسببت هذه السوائل الحرارية المائية في تآكل الصخور البركانية بالقرب من الفتحة المركزية كيميائيًا، مما يجعلها عرضة بشكل خاص للتآكل المادي. تسببت الأنهار الجليدية والجداول من تآكل الصخور المتغيرة حرارياً بالقرب من الفتحة المركزية بسرعة، مما أدى إلى إنشاء خانق طاحوني عميق وكشف عمق قلب البركان القديم.
لم تتعرض العديد من تدفقات الحمم البركانية على طول جوانب بركان بروكوف للعوامل الجوية الكيميائية على نطاق واسع، مما أدى إلى الحفاظ على جوانب جزء كبير من البركان. تشمل بقايا جوانب بركان بروكوف جبل بروكوف، وجبل كونارد، وبيلوت بيناكل، وجبل ديلر، وقمة دايموند.